# Árulás (Sanctuary – Génrejtek)
Az Árulás (Breach) a Sanctuary – Génrejtek című kanadai sci-fi-fantasy televíziós sorozat harmadik évadjának hetedik epizódja.

## Ismertető
Dr. Helen Magnus és két társa, Will Zimmerman és Kate Freelander egy abnormális lény segélyhívása miatt átkutatnak egy régóta elhagyatottan álló épületet. Miután nem találnak ott semmit és senkit, elhagyják az épületet, de közben Dr. Magnus bent reked. Egy ismeretlen, maszkot viselő alak támad rá. Küzdelmük során a férfi a város hologramjáról faggatózik, melyet egy ideje Magnus és Nikola Tesla tanulmányoz a Menedékben. Amikor Magnusnak sikerül egy időre felülkerekednie és letépni a maszkot, kiderül, hogy száz évvel korábban megölt szkizofrén ellenfele, Adam Worth (Ian Tracey) az, akinek elméje Dr. Jekyll és Mr. Hyde között oszlik meg, és bosszúra szomjazik. A kedvesebb és gonoszabb én váltakozása miatt Dr. Magnus nem könnyen jut információhoz, miképp is maradhatott életben Adam és hogy mi a célja. Hosszas menekülés után végre Helen feljut a tetőre, ahol észleli, hogy a ház körül áll az idő, ezt használja Adam az el- és feltűnéseihez. Helen azonban rájön, hogy csak ép felszereléssel tudja ezt megtenni, viszont ha ruhája sérült, a térben való átlépések sérülést okoznak Adam testén is. Sikerül csapdát állítania neki, magával együtt lesodorja a tetőről, és megsebesíti. Adam végre elárulja, hogy Dr. Magnus apja, Gregory Magnus talán életben van, de csak az ő segítségével találhat rá Helen. Végül sikerül kijutniuk az épületből, ahol Will és Kate azóta „egy helyben állt”, és Dr. Magnus elmondja nekik, hogy nagy bajban vannak...